# Município de Saybrook (condado de Ashtabula, Ohio)
O município de Saybrook (em inglês: Saybrook Township) é um município localizado no condado de Ashtabula no estado estadounidense de Ohio. No ano de 2010 tinha uma população de 9.853 habitantes e uma densidade populacional de 119,49 pessoas por km².

## Geografia
O município de Saybrook encontra-se localizado nas coordenadas 41° 50′ 20″ N, 80° 51′ 10″ O. Segundo a Departamento do Censo dos Estados Unidos, o município tem uma superfície total de 82.46 km², da qual 82.39 km² correspondem a terra firme e (0.09%) 0.07 km² é água.

## Demografia
Segundo o censo de 2010, tinha 9.853 habitantes residindo no município de Saybrook. A densidade populacional era de 119,49 hab./km². Dos 9.853 habitantes, o município de Saybrook estava composto pelo 93.68% brancos, o 2.66% eram afroamericanos, o 0.21% eram amerindios, o 0.49% eram asiáticos, o 0.02% eram insulares do Pacífico, o 0.87% eram de outras raças e o 2.07% pertenciam a duas ou mais raças. Do total da população o 2.65% eram hispanos ou latinos de qualquer raça.